# (27677) 1981 EV3
A (27677) 1981 EV3 a Naprendszer kisbolygóövében található aszteroida. Schelte J. Bus fedezte fel 1981. március 2-án.